# Thelcticopis
Thelcticopis är ett släkte av spindlar. Thelcticopis ingår i familjen jättekrabbspindlar.

## Dottertaxa tillThelcticopis, i alfabetisk ordning[1]
- Thelcticopis ajax
- Thelcticopis ancorum
- Thelcticopis bicornuta
- Thelcticopis bifasciata
- Thelcticopis biroi
- Thelcticopis canescens
- Thelcticopis celebesiana
- Thelcticopis convoluticola
- Thelcticopis cuneisignata
- Thelcticopis fasciata
- Thelcticopis flavipes
- Thelcticopis goramensis
- Thelcticopis hercules
- Thelcticopis humilithorax
- Thelcticopis huyoplata
- Thelcticopis insularis
- Thelcticopis kaparanganensis
- Thelcticopis karnyi
- Thelcticopis kianganensis
- Thelcticopis klossi
- Thelcticopis luctuosa
- Thelcticopis maindroni
- Thelcticopis modesta
- Thelcticopis moesta
- Thelcticopis nigrocephala
- Thelcticopis ochracea
- Thelcticopis orichalcea
- Thelcticopis papuana
- Thelcticopis pennata
- Thelcticopis pestai
- Thelcticopis picta
- Thelcticopis quadrimunita
- Thelcticopis rubristernis
- Thelcticopis rufula
- Thelcticopis sagittata
- Thelcticopis salomonum
- Thelcticopis scaura
- Thelcticopis serambiformis
- Thelcticopis severa
- Thelcticopis simplerta
- Thelcticopis telonotata
- Thelcticopis truculenta
- Thelcticopis vasta
- Thelcticopis virescens